# Elisabeth Blunschy
Elisabeth Blunschy (Schwyz, 13 juli 1922 - aldaar, 1 mei 2015) was een Zwitserse advocate en politica voor de Christendemocratische Volkspartij (CVP/PDC) uit het kanton Schwyz. Zij was in 1971 een van de eerste elf vrouwelijke verkozenen in de Nationale Raad. In 1977 was zij de eerste vrouwelijke voorzitter van de Nationale Raad.

## Biografie

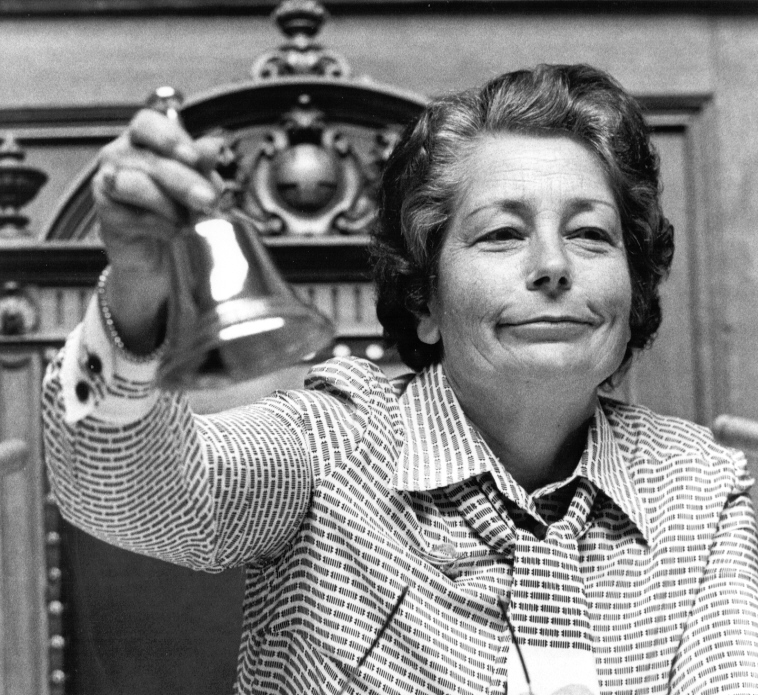
Elisabeth Blunschy in 1977, als voorzitster van de Nationale Raad.

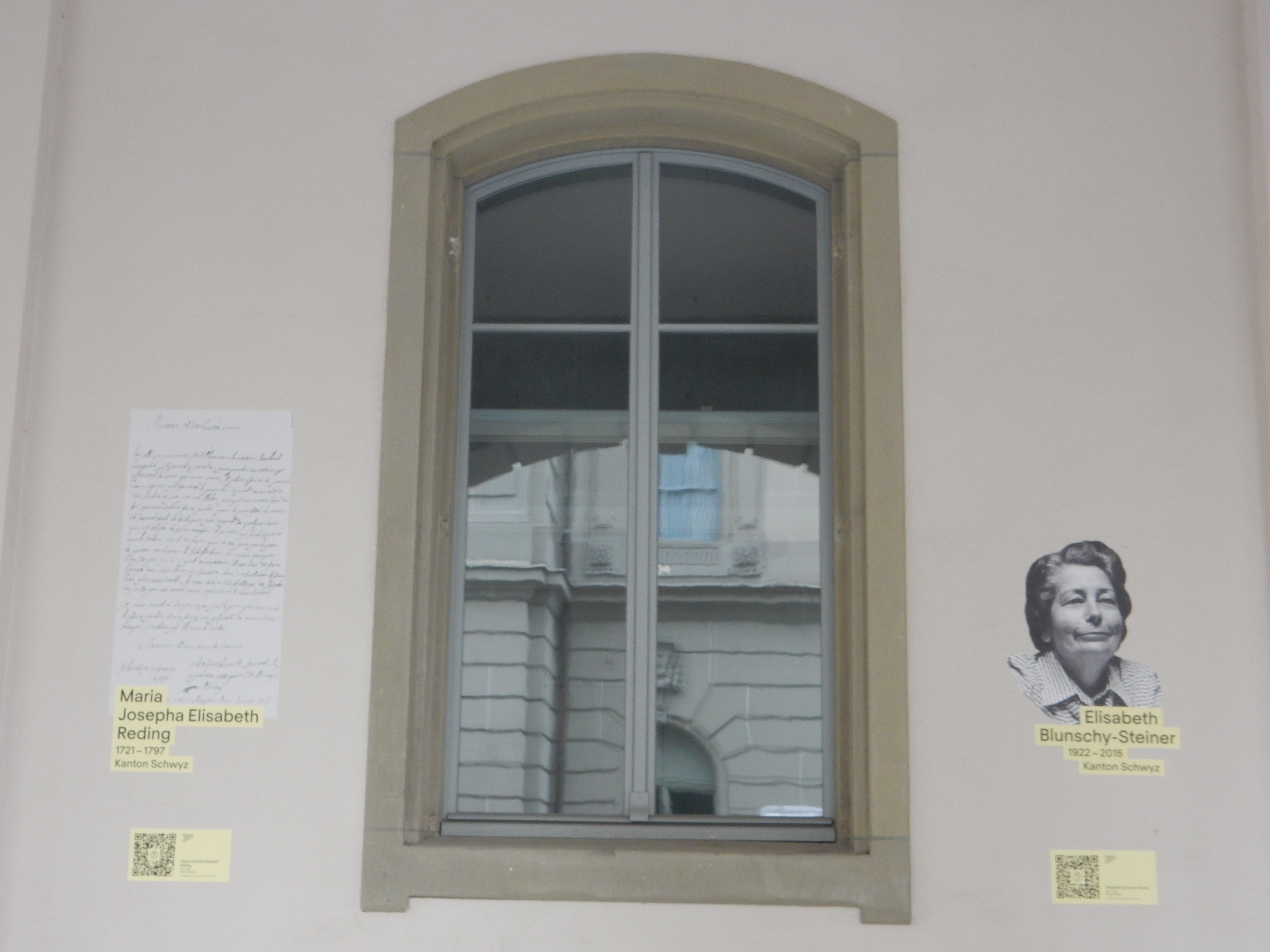
Muurtekening van Elisabeth Blunschy in Bern in het kader van de campagne Hommage 2021.

Elisabeth Blunschy was een dochter van Hans Steiner, die lid was geweest van de Nationale Raad en diende als federaal rechter. In 1947 huwde ze met Alfred Blunschy. Na haar schooltijd in Fribourg studeerde ze rechten in Fribourg en Lausanne. In 1946 behaalde ze een doctoraat in de rechten. Vanaf 1947 was ze actief als advocate in Schwyz. Van 1957 tot 1961 was ze voorzitster van de Schweizerischer Katholischer Frauenbund, ofwel de Zwitserse Katholieke Vrouwenvereniging, als opvolgster van Lina Beck-Meyenberger. Zij geraakte verkozen bij de Zwitserse parlementsverkiezingen van 1971, de eerste na de invoering van het vrouwenstemrecht in Zwitserland op federaal vlak, waarmee zij een van de eerste twaalf vrouwelijke leden van de Zwitserse Bondsvergadering was. Ze zetelde in de Nationale Raad tot 1987 en was in 1977 de eerste vrouwelijke voorzitter van de Nationale Raad. In het parlement was zij vooral actief rond ontwikkelingssamenwerking en familierecht, met in het bijzonder aandacht voor de positie van de vrouw in de sociale zekerheid, het nieuwe huwelijksrecht, adoptierecht en kinderrecht.

## Onderscheidingen
- Doctor honoris causa aan de theologiefaculteit van de Universiteit van Luzern (1982)